# Nelson Luiz Thibau
Nelson Luiz Thibau (Belo Horizonte, 27 de novembro de 1922[carece de fontes?] — Brasília, 15 de dezembro de 2014) foi um político brasileiro do estado de Minas Gerais.
Foi candidato a vice-governador do estado de Minas Gerais nas eleições de 1960, ficando em terceiro lugar na disputa.
Atuou como deputado estadual de Minas Gerais na 6ª legislatura (1967 - 1971) como suplente.

Filiado ao PMDB, candidatou-se novamente ao cargo de deputado estadual de Minas Gerais nas eleições de 1998, mas não foi eleito.